# Museu d'Història de Sabadell
|  | «MHS» redirigeix aquí. Si cerqueu el moviment harmònic simple, vegeu «Moviment harmònic simple». |

El Museu d'Història de Sabadell (MHS) és un museu local situat al carrer de Sant Antoni, 13, de Sabadell (Vallès Occidental), que explica la història de Sabadell des del poblament prehistòric fins a l'etapa de industrial dels segles XIX-XX. Aplega col·leccions d'arqueologia, d'història i d'etnologia sobre la ciutat, i també una important col·lecció relacionada amb la indústria tèxtil llanera. Es realitzen conferències i xerrades sobre temes d'història de la ciutat. L'entrada és gratuïta i té accés adaptat per a minusvàlids.

## Casal Antoni Casanovas
L'edifici on es troba el museu és un casal de tres cossos, compost de planta baixa i dos pisos. La façana és de proporcions acurades, en la línia del llenguatge neoclàssic propi dels mestres d'obres. Composició simètrica, amb una gradació de les obertures segons l'alçada. Té pedra al sòcol, als entaulaments i als emmarcats de les finestres i balcons, dels que cal destacar les reixes i baranes de ferro.
Erigit el 1859 pel fabricant Antoni Casanovas. Ha allotjat, després de ser residència noble, el Jutjat de Primera Instància (1883), la Caixa d'Estalvis (1889-1916), l'Escola Industrial (1902-1911) i des de l'any 1931 és la seu del Museu d'Història de la Ciutat.

## Història
Gràcies a la intensa vida artística i cultural que es va viure a Sabadell a principis del segle xx, on destaquen personatges com Joan Vila Cinca, Vicenç Renom i Lluís Mas, es van començar a organitzar les primeres col·leccions de belles arts i d'arqueologia a la ciutat. Arran d'aquestes col·leccions va sorgir la necessitat de crear un museu local on salvaguardar tot el patrimoni aconseguit en les recerques arqueològiques realitzades, entre altres llocs, a la Salut.
El 1931 es va inaugurar el primer museu local, amb el nom de Museu de la Ciutat, amb una col·lecció molt variada on es tractaven diversos temes com la paleontologia, l'arqueologia, la indústria tèxtil i les belles arts, entre d'altres.
El 1970 es va constituir definitivament com a Museu d'història.

## Exposicions temporals

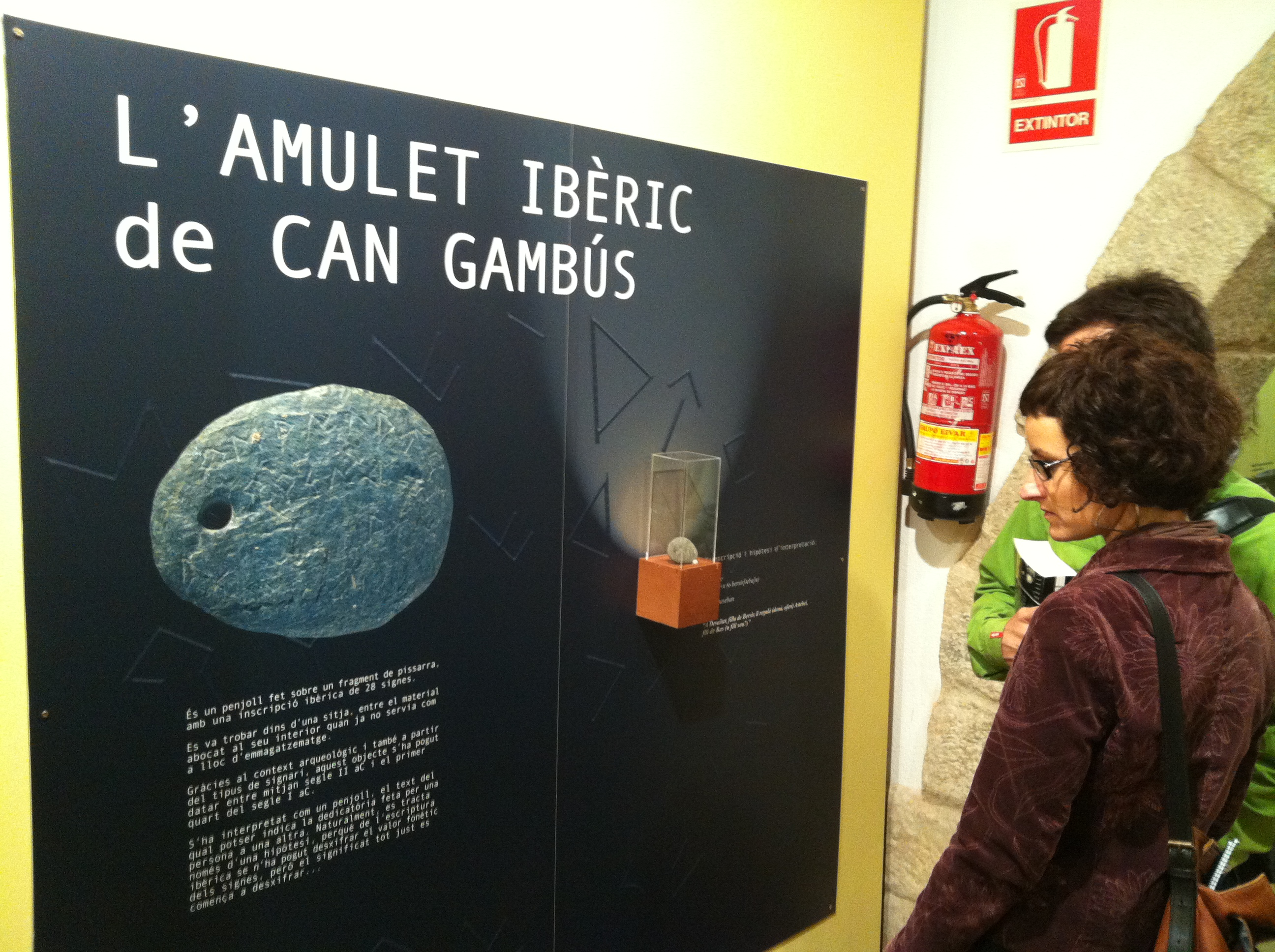
Una parella visitant una exposició

La temàtica del museu és variada i al llarg dels anys ha acollit exposicions de diferents temes. La proporció en percentatge ha sigut de:
- Arqueologia 30%
- Arts decoratives 17%
- Ciència i tècnica 21%
- Etnografia 10%
- Numismàtica 12%
- Geologia i paleontologia 10%

## Peces destacades
- Collaret de variscita de la Bòbila Padró